# Metahuntemannia crassa
Metahuntemannia crassa är en kräftdjursart som först beskrevs av Por 1965.  Metahuntemannia crassa ingår i släktet Metahuntemannia och familjen Huntemanniidae. Arten har ej påträffats i Sverige. Inga underarter finns listade i Catalogue of Life.